# Cornisepta festiva
Cornisepta festiva är en snäckart som först beskrevs av Crozier 1966.  Cornisepta festiva ingår i släktet Cornisepta och familjen nyckelhålssnäckor. Inga underarter finns listade i Catalogue of Life.